# Macrotus
Macrotus là một chi động vật có vú trong họ Dơi mũi lá, bộ Dơi. Chi này được Gray miêu tả năm 1843. Loài điển hình của chi này là Macrotus waterhousii Gray, 1843.

## Hình ảnh

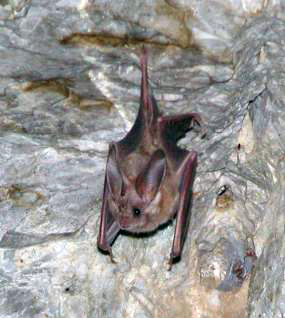

## Các loài
Chi này gồm các loài: